# Église de l'Immaculée-Conception de Zhang Pu
L'église de l'Immaculée-Conception est une église catholique située dans le diocèse de Shanghai et le district de Songjiang en Chine. Elle est consacrée à l'Immaculée-Conception. La messe y est célébrée tous les samedis à 14 heures.

## Histoire et description
L'église se trouve dans le district de Songjiang (qui dépend de la municipalité de Shanghai) près de She Shan, à quelques kilomètres de la fameuse basilique de She Shan, principal sanctuaire de pèlerinage marial en Chine. L'église est construite en briques dans un style mélangeant l'architecture chinoise et des éléménents européens avec un haut clocher dominant l'ensemble ceint de murs. Elle peut accueillir près d'un millier de fidèles. L'édifice actuel remonte au début du XXe siècle.
Cette communauté catholique remonte aux années 1840 lorsque des missionnaires jésuites s'installent dans la région à l'appel de Grégoire XVI. Benjamin Brueyre fonde une première communauté placée sous le vocable de l'Immaculée-Conception en février 1843 au pont de Zhang Pu (Zhang Pu-qiao), puis un séminaire est construit. Il s'agit donc de la première église du Jiangnan (Kiang-nan, selon la transcription ancienne).
Après la prise de pouvoir des communistes en 1949, des restrictions s'abattent sur la pratique du culte et en 1955, l'église de l'Immaculée-Conception est fermée et le culte interdit. L'édifice et ses bâtiments annexes sont utilisés à d'autres fins.
Le culte est rétabli le 8 décembre 1993, jour de la fête de l'Immaculée Conception.

## Source de la traduction
- (zh) Cet article est partiellement ou en totalité issu de l’article de Wikipédia en chinois intitulé « 张朴桥圣母无染原罪堂 » (voir la liste des auteurs).